# Peinture de décor

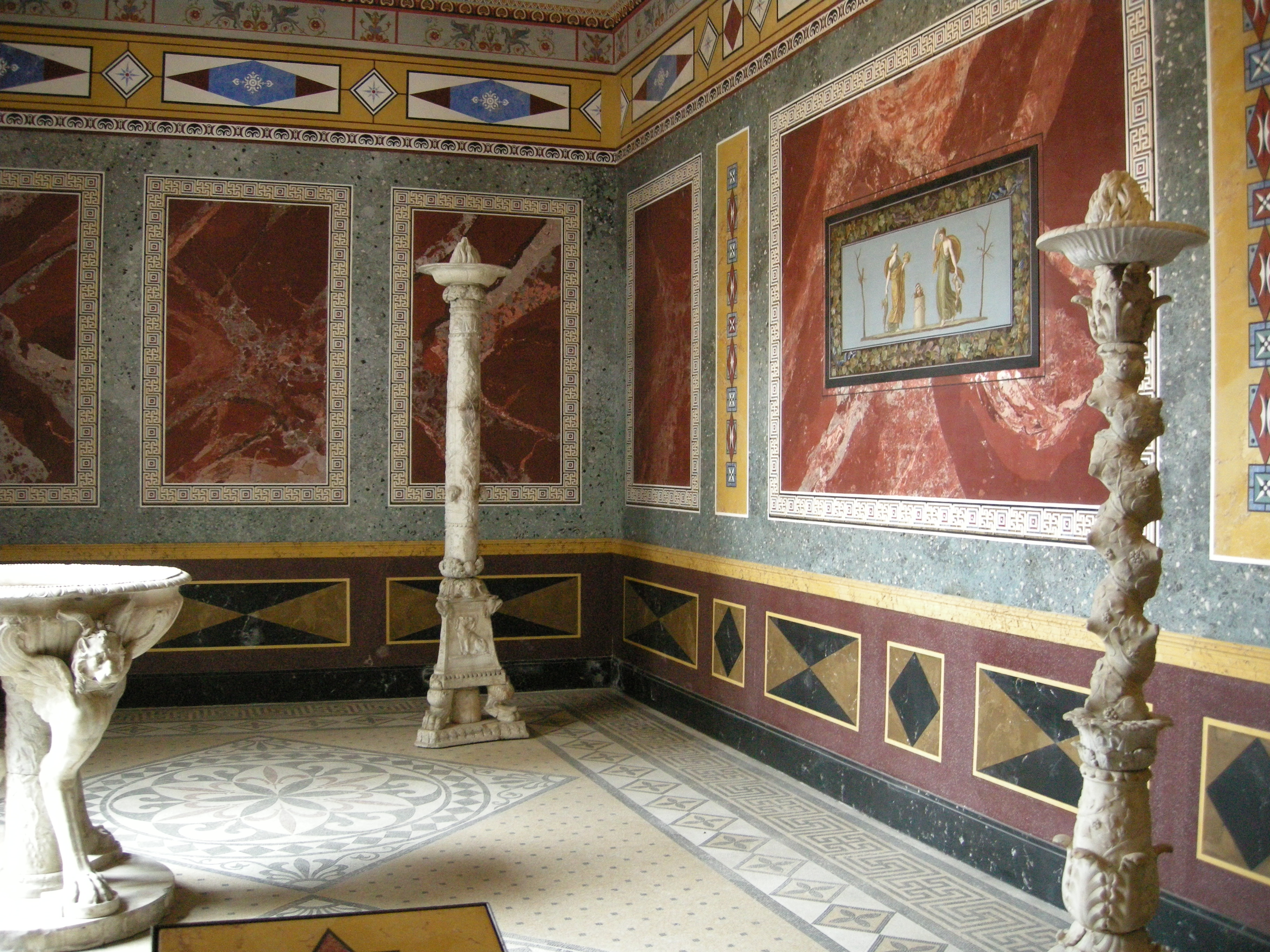
Pompejanum, Faux-marbres

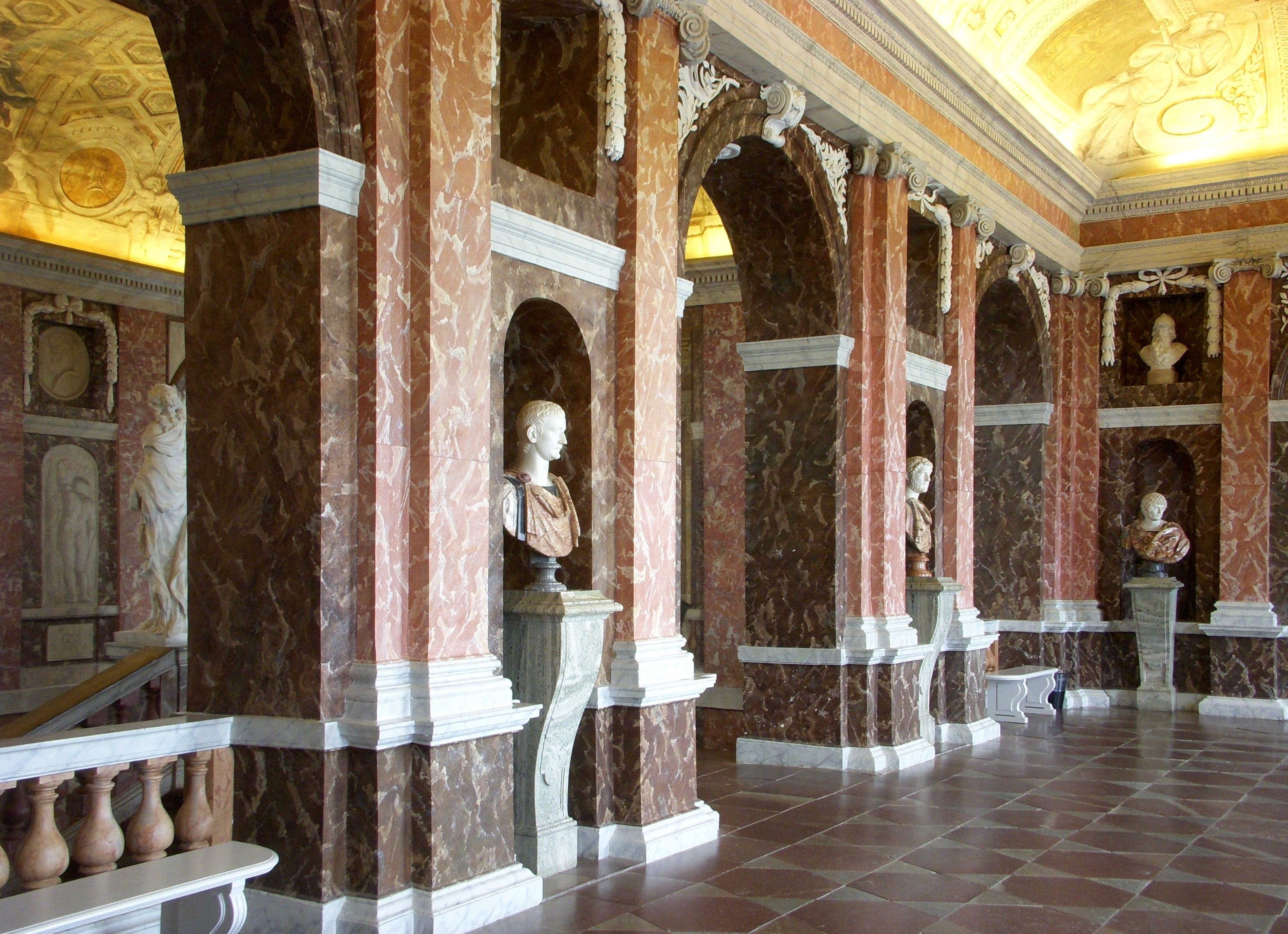
Château de Drottningholm -faux-marbres

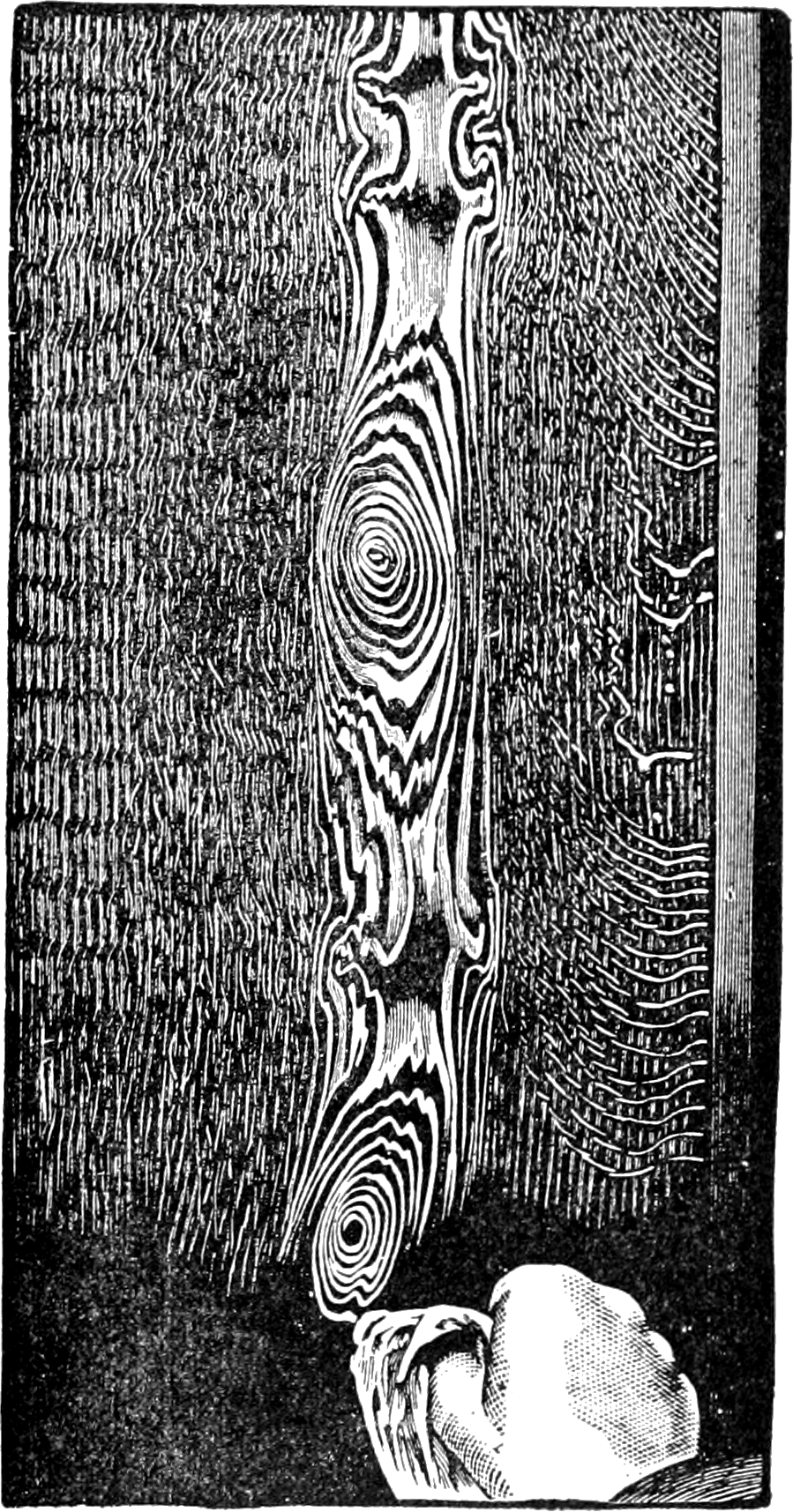
George D Armstrong. Cyclopedia of Painting

La peinture de décor est une discipline de la peinture et de la construction qui vise à imiter les marbres, les bois, etc. et à créer les ornements peints. Le support n'est pas la toile mais les murs, plafond, lambris, portes, etc.
Les décors de faux-marbre sont en vogue dans la Rome antique, à la Renaissance, à l'âge baroque et aux XVIIIe siècle et XIXe siècle. Portés à leur paroxysme par des artistes de talents ils débouchent sur des trompe-l'œil vertigineux pour lesquels la chapelle Sixtine reste un exemple représentatif.

## Vocabulaire
Le « peintre de décor » est l'ouvrier qui imite par la peinture les marbres, les bois ; celui qui imite la pierre, la brique, les moulures, l'architecture, se nomme « fileur » et marbrier - celui qui imite les diverses espèces de marbres ; ordinairement celui-ci peint aussi les différentes espèces de bois.
Début XIXe siècle, en peinture, on appelle feint, l'imitation des diverses espèces de marbres, de bois, de l'appareil de la pierre, de la brique, du coutil, des boiseries, des moulures, etc..
Imitation des marbres
Le « marbre feint » est la représentation en peinture des différentes couleurs, veines et autres accidents du marbre. On distingue :
- Marbre jeté - Imite les porphyres - Le travail se fait sans poser la brosse; après l'avoir chargée de couleur on la secoue seulement sur le fond[Q 4].
- Marbre chiqueté - Imite les granites - Il se fait avec un pinceau de blaireau dont les poils sont écartés, et que l'on pose en tapant au lieu de glisser[Q 4].
- Marbre veiné - Imite par veine, tache, cailloux, etc.[Q 4].

On appelle marbrer, peindre, disposer des couleurs qui représentent un marbre quelconque. 
Imitation du bois
- Bois feint - Veines et autres accidents que la peinture imite[Q 5].
- Panneau feint - Imitation en peinture des moulures encadrant un panneau de lambris, de porte, etc.[Q 6].